# Consuelo Zavala

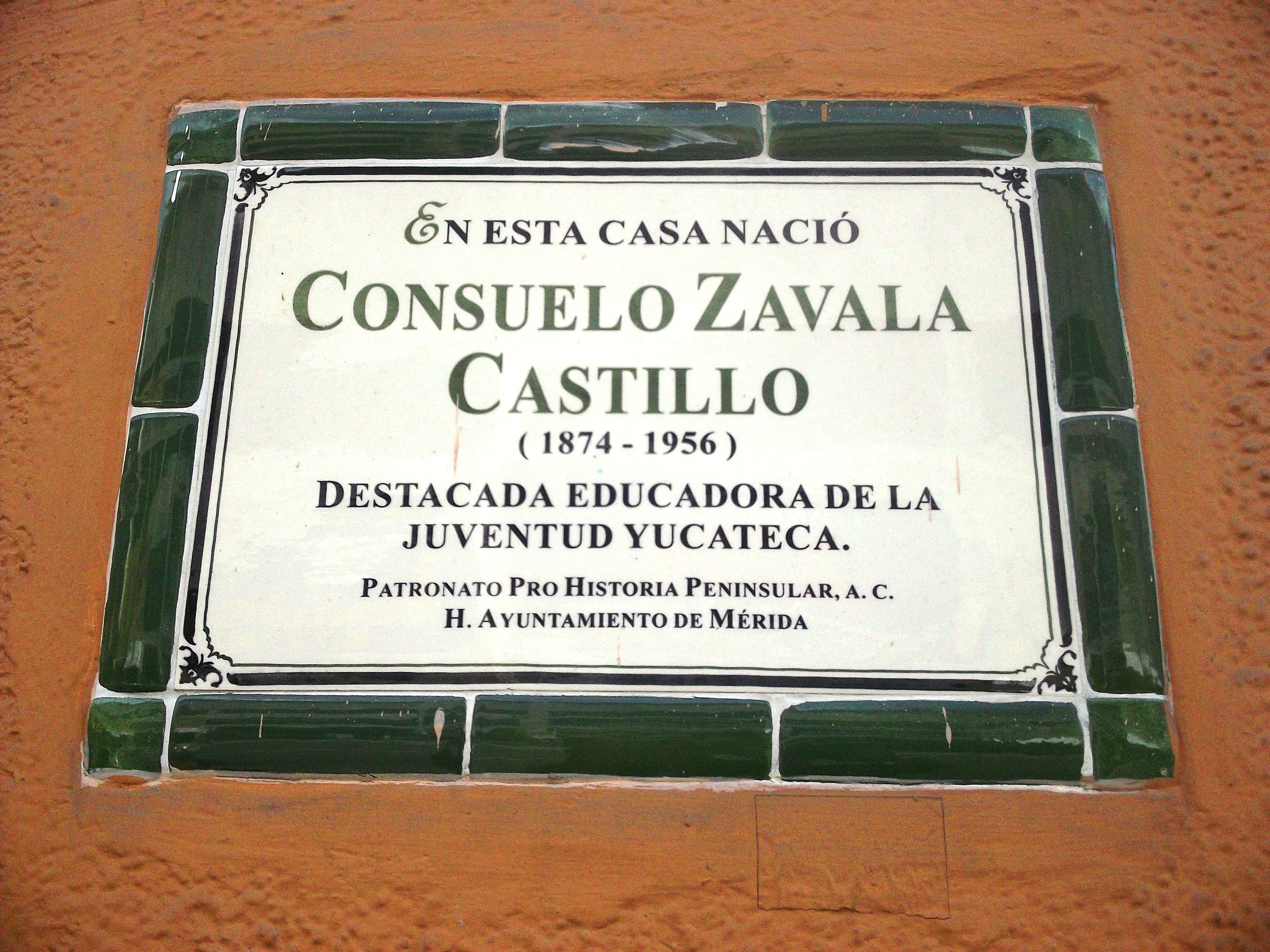
Placa conmemorativa que señala la casa donde nació Consuelo Zavala.

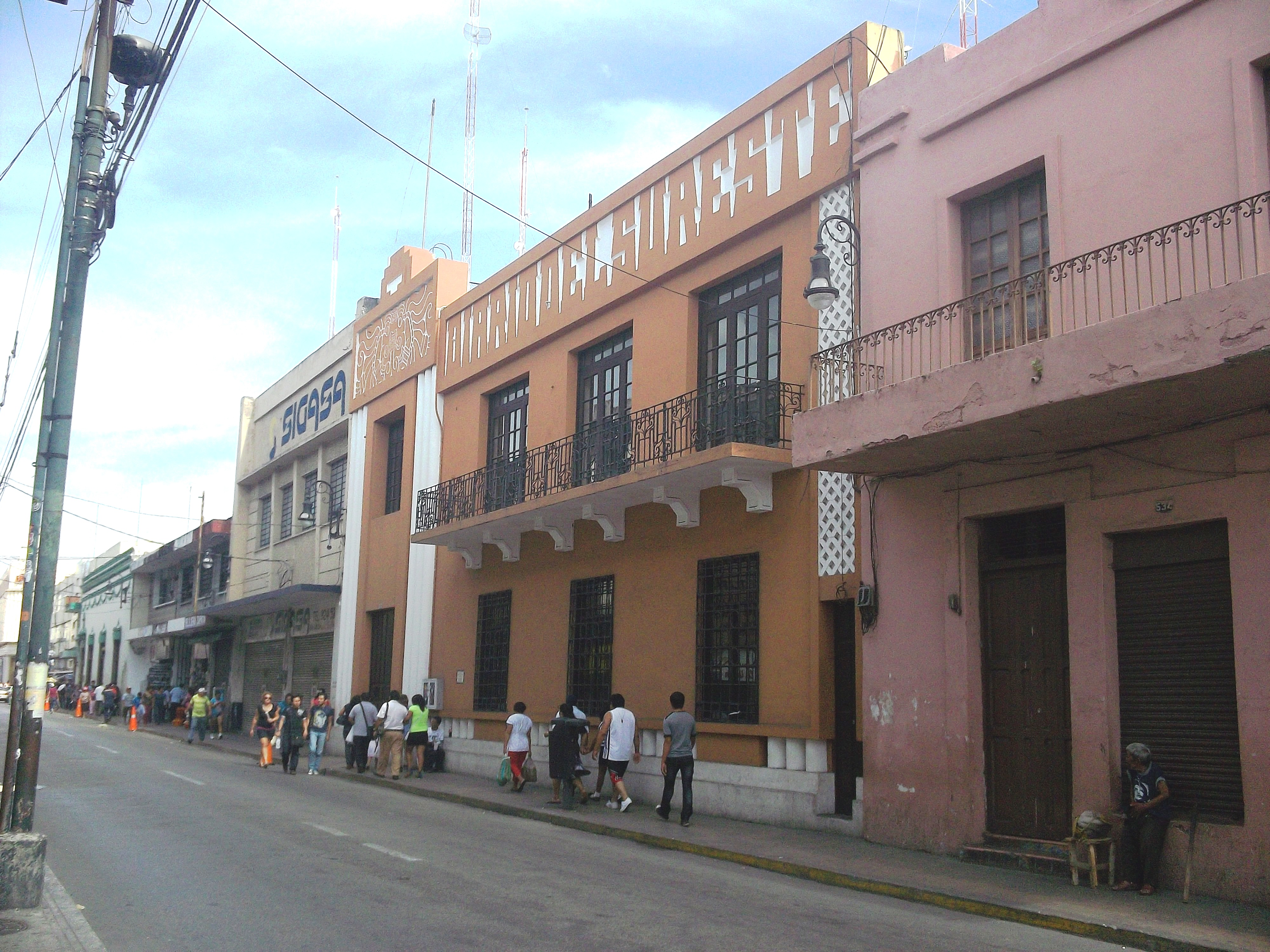
Casa donde nació Consuelo Zavala.

Consuelo Zavala Castillo (1874-1956) fue una maestra y feminista mexicana, nacida en 1874 en Mérida, Yucatán, y muerta en la misma ciudad en 1956. Fue fundadora de la primera escuela privada laica para mujeres de Yucatán que hoy lleva su nombre.

## Juventud
Nacida en una antigua familia yucateca de orígenes vascos, fue hija de María Adelaida Nicolasa del Castillo Cámara y de José Francisco Zavala. Tía del escritor Silvio Zavala.
Estudió en el Instituto Literario de Niñas del Estado de Yucatán en donde obtuvo el título de maestra de educación elemental y superior. Se distinguió por sus ideas liberales y de avanzada, en una época en que la mujer no era considerada en igualdad con el hombre, cuestión que la llevó a manifestarse y luchar activamente por los derechos de género que mucho más tarde habrían de reconocerse socialmente en Yucatán.
Estudió métodos de enseñanza primaria y normal en Francia, a donde viajó becada por el gobierno de Francisco I. Madero, aplicándolos más tarde en su tierra natal para la formación de maestros rurales a los que dedicó muchos años de su vida por considerar que la educación de ese segmento del magisterio era fundamental para el desarrollo de su país.

## Feminismo
Fue presidenta de la junta directiva de la Comisión Organizadora del Primer Congreso Feminista, en 1916, impulsado por la gestión del entonces gobernador, el general Salvador Alvarado.
En el año de 1922, fundó junto con Beatriz Peniche Barrera la Liga Feminista de Yucatán. Las acompañó en esta experiencia, junto con otras mujeres yucatecas, Elvia Carrillo Puerto, hermana del líder Felipe Carrillo Puerto, quien fue en esa época gobernador de Yucatán.
A lo largo de su vida docente mantuvo una actitud firme en torno a los derechos humanos de las mujeres y promovió activamente la participación de estas en la vida cultural, económica y social de su país natal. Se empeñó siempre en liberar a su género del yugo de las tradiciones.

## Vida docente
Desde muy joven fue parte de la plantilla de maestros de la escuela en donde había estudiado, el Instituto Literario, impartiendo cursos de gramática superior, retórica, etimologías, geografía e historia.
Impulsó desde la docencia la línea progresista de su maestra Rita Cetina Gutiérrez, promoviendo las normas de la educación laica, científica y moderna. Ella misma, como fundadora de varias escuelas, estableció como modelo educativo en el Yucatán de entonces, junto con don Gonzalo Cámara Zavala, fundador de la Liga de Acción Social de Yucatán, el de la laicidad y el racionalismo en boga en Europa a principios del siglo XX, particularmente en España donde Francisco Ferrer Guardia lo había promovido a través de la Escuela modelo.

## Reconocimientos
- 1948: Medalla Emiliano Zapata por su labor docente.
- Seis escuelas de Yucatán llevan su nombre: tres en la ciudad de Mérida, una en el municipio de Akil, otra en el municipio de Kanasín y una más en Tizimín.